# Grytviken
Grytviken (trong tiếng Thụy Điển có nghĩa là "Vũng cái Hũ") là điểm định cư chính của lãnh thổ Nam Georgia và Quần đảo Nam Sandwich thuộc Anh Quốc tại Nam Đại Tây Dương. Điểm định cư này được nhà vẽ bản đồ người Thụy Điển Johan Gunnar Andersson đặt tên vào năm 1902, ông đã tìm thấy các hũ cũ của người Anh dùng để nấu mỡ hải cẩu thành dầu tại đó. Đây là bến cảng tốt nhất trên đảo, gồm có một vịnh (Vịnh King Edward) trong một vịnh lớn hơn (Vịnh Cumberland Đông). Đây là nơi ẩn náu khá tốt, có một diện tích đất bằng phẳng đáng kể nên có thể xây dựng các tòa nhà, và có một nguồn cung cấp nước ngọt.

## Khí hậu
| Dữ liệu khí hậu của Grytviken/King Edward Point (1991–2020 normals, extremes 2006–2023)                                                                                                  | Dữ liệu khí hậu của Grytviken/King Edward Point (1991–2020 normals, extremes 2006–2023) | Dữ liệu khí hậu của Grytviken/King Edward Point (1991–2020 normals, extremes 2006–2023) | Dữ liệu khí hậu của Grytviken/King Edward Point (1991–2020 normals, extremes 2006–2023) | Dữ liệu khí hậu của Grytviken/King Edward Point (1991–2020 normals, extremes 2006–2023) | Dữ liệu khí hậu của Grytviken/King Edward Point (1991–2020 normals, extremes 2006–2023) | Dữ liệu khí hậu của Grytviken/King Edward Point (1991–2020 normals, extremes 2006–2023) | Dữ liệu khí hậu của Grytviken/King Edward Point (1991–2020 normals, extremes 2006–2023) | Dữ liệu khí hậu của Grytviken/King Edward Point (1991–2020 normals, extremes 2006–2023) | Dữ liệu khí hậu của Grytviken/King Edward Point (1991–2020 normals, extremes 2006–2023) | Dữ liệu khí hậu của Grytviken/King Edward Point (1991–2020 normals, extremes 2006–2023) | Dữ liệu khí hậu của Grytviken/King Edward Point (1991–2020 normals, extremes 2006–2023) | Dữ liệu khí hậu của Grytviken/King Edward Point (1991–2020 normals, extremes 2006–2023) | Dữ liệu khí hậu của Grytviken/King Edward Point (1991–2020 normals, extremes 2006–2023) |
| Tháng | 1                                                                                       | 2                                                                                       | 3                                                                                       | 4                                                                                       | 5                                                                                       | 6                                                                                       | 7                                                                                       | 8                                                                                       | 9                                                                                       | 10                                                                                      | 11                                                                                      | 12                                                                                      | Năm                                                                                     |
| --- | --------------------------------------------------------------------------------------- | --------------------------------------------------------------------------------------- | --------------------------------------------------------------------------------------- | --------------------------------------------------------------------------------------- | --------------------------------------------------------------------------------------- | --------------------------------------------------------------------------------------- | --------------------------------------------------------------------------------------- | --------------------------------------------------------------------------------------- | --------------------------------------------------------------------------------------- | --------------------------------------------------------------------------------------- | --------------------------------------------------------------------------------------- | --------------------------------------------------------------------------------------- | --------------------------------------------------------------------------------------- |
| Cao kỉ lục °C (°F) | 22.8 (73.0)                                                                             | 22.4 (72.3)                                                                             | 22.8 (73.0)                                                                             | 20.8 (69.4)                                                                             | 17.6 (63.7)                                                                             | 14.2 (57.6)                                                                             | 14.9 (58.8)                                                                             | 13.5 (56.3)                                                                             | 15.5 (59.9)                                                                             | 20.2 (68.4)                                                                             | 20.4 (68.7)                                                                             | 27.1 (80.8)                                                                             | 27.1 (80.8)                                                                             |
| Trung bình ngày tối đa °C (°F) | 10.3 (50.5)                                                                             | 10.6 (51.1)                                                                             | 9.3 (48.7)                                                                              | 6.3 (43.3)                                                                              | 3.6 (38.5)                                                                              | 2.4 (36.3)                                                                              | 1.8 (35.2)                                                                              | 2.8 (37.0)                                                                              | 4.8 (40.6)                                                                              | 7.0 (44.6)                                                                              | 8.8 (47.8)                                                                              | 9.9 (49.8)                                                                              | 6.5 (43.6)                                                                              |
| Trung bình ngày °C (°F) | 5.8 (42.4)                                                                              | 6.1 (43.0)                                                                              | 5.2 (41.4)                                                                              | 2.6 (36.7)                                                                              | 0.4 (32.7)                                                                              | −0.4 (31.3)                                                                             | −1.3 (29.7)                                                                             | −0.7 (30.7)                                                                             | 0.8 (33.4)                                                                              | 2.8 (37.0)                                                                              | 4.4 (39.9)                                                                              | 5.4 (41.7)                                                                              | 2.6 (36.7)                                                                              |
| Tối thiểu trung bình ngày °C (°F) | 2.4 (36.3)                                                                              | 2.6 (36.7)                                                                              | 1.9 (35.4)                                                                              | −0.2 (31.6)                                                                             | −2.3 (27.9)                                                                             | −3.1 (26.4)                                                                             | −4.3 (24.3)                                                                             | −3.7 (25.3)                                                                             | −2.4 (27.7)                                                                             | −0.8 (30.6)                                                                             | 0.9 (33.6)                                                                              | 2.1 (35.8)                                                                              | −0.6 (31.0)                                                                             |
| Thấp kỉ lục °C (°F) | −2.1 (28.2)                                                                             | −2.7 (27.1)                                                                             | −3.7 (25.3)                                                                             | −6.9 (19.6)                                                                             | −9.8 (14.4)                                                                             | −10.1 (13.8)                                                                            | −15.1 (4.8)                                                                             | −12.4 (9.7)                                                                             | −10.9 (12.4)                                                                            | −9.2 (15.4)                                                                             | −5.6 (21.9)                                                                             | −3.0 (26.6)                                                                             | −15.1 (4.8)                                                                             |
| Lượng Giáng thủy trung bình mm (inches) | 92 (3.6)                                                                                | 114 (4.5)                                                                               | 136 (5.4)                                                                               | 139 (5.5)                                                                               | 137 (5.4)                                                                               | 135 (5.3)                                                                               | 149 (5.9)                                                                               | 149 (5.9)                                                                               | 92 (3.6)                                                                                | 80 (3.1)                                                                                | 93 (3.7)                                                                                | 88 (3.5)                                                                                | 1.394 (54.9)                                                                            |
| Số ngày giáng thủy trung bình (≥ 0.1 mm) | 12                                                                                      | 13                                                                                      | 14                                                                                      | 14                                                                                      | 12                                                                                      | 15                                                                                      | 15                                                                                      | 14                                                                                      | 11                                                                                      | 12                                                                                      | 11                                                                                      | 11                                                                                      | 154                                                                                     |
| Độ ẩm tương đối trung bình (%) | 72                                                                                      | 69                                                                                      | 69                                                                                      | 70                                                                                      | 74                                                                                      | 75                                                                                      | 74                                                                                      | 73                                                                                      | 72                                                                                      | 70                                                                                      | 69                                                                                      | 71                                                                                      | 72                                                                                      |
| Số giờ nắng trung bình tháng | 152                                                                                     | 160                                                                                     | 127                                                                                     | 66                                                                                      | 34                                                                                      | 12                                                                                      | 22                                                                                      | 74                                                                                      | 123                                                                                     | 171                                                                                     | 174                                                                                     | 167                                                                                     | 1.282                                                                                   |
| Nguồn 1: Globalbioclimatics/Salvador Rivas-Martínez (precipitation 1901–1950) DMI/Danish Meteorology Institute (sun, humidity, and precipitation days 1931–1960) Météo Climat (extremes) |                                                                                         |                                                                                         |                                                                                         |                                                                                         |                                                                                         |                                                                                         |                                                                                         |                                                                                         |                                                                                         |                                                                                         |                                                                                         |                                                                                         |                                                                                         |
| Nguồn 2: Starlings Roost Weather |                                                                                         |                                                                                         |                                                                                         |                                                                                         |                                                                                         |                                                                                         |                                                                                         |                                                                                         |                                                                                         |                                                                                         |                                                                                         |                                                                                         |                                                                                         |

| Dữ liệu khí hậu của Grytviken/King Edward Point (normals and extremes 1901–1950, sunshine 1931–1960) | Dữ liệu khí hậu của Grytviken/King Edward Point (normals and extremes 1901–1950, sunshine 1931–1960) | Dữ liệu khí hậu của Grytviken/King Edward Point (normals and extremes 1901–1950, sunshine 1931–1960) | Dữ liệu khí hậu của Grytviken/King Edward Point (normals and extremes 1901–1950, sunshine 1931–1960) | Dữ liệu khí hậu của Grytviken/King Edward Point (normals and extremes 1901–1950, sunshine 1931–1960) | Dữ liệu khí hậu của Grytviken/King Edward Point (normals and extremes 1901–1950, sunshine 1931–1960) | Dữ liệu khí hậu của Grytviken/King Edward Point (normals and extremes 1901–1950, sunshine 1931–1960) | Dữ liệu khí hậu của Grytviken/King Edward Point (normals and extremes 1901–1950, sunshine 1931–1960) | Dữ liệu khí hậu của Grytviken/King Edward Point (normals and extremes 1901–1950, sunshine 1931–1960) | Dữ liệu khí hậu của Grytviken/King Edward Point (normals and extremes 1901–1950, sunshine 1931–1960) | Dữ liệu khí hậu của Grytviken/King Edward Point (normals and extremes 1901–1950, sunshine 1931–1960) | Dữ liệu khí hậu của Grytviken/King Edward Point (normals and extremes 1901–1950, sunshine 1931–1960) | Dữ liệu khí hậu của Grytviken/King Edward Point (normals and extremes 1901–1950, sunshine 1931–1960) | Dữ liệu khí hậu của Grytviken/King Edward Point (normals and extremes 1901–1950, sunshine 1931–1960) |
| Tháng                                                                                                | 1 | 2 | 3 | 4 | 5 | 6 | 7 | 8 | 9 | 10                                                                                                   | 11                                                                                                   | 12                                                                                                   | Năm                                                                                                  |
| --- | --- | --- | --- | --- | --- | --- | --- | --- | --- | --- | --- | --- | --- |
| Cao kỉ lục °C (°F)                                                                                   | 24.5 (76.1)                                                                                          | 26.5 (79.7)                                                                                          | 28.8 (83.8)                                                                                          | 19.1 (66.4)                                                                                          | 17.5 (63.5)                                                                                          | 14.0 (57.2)                                                                                          | 13.6 (56.5)                                                                                          | 13.2 (55.8)                                                                                          | 17.0 (62.6)                                                                                          | 20.0 (68.0)                                                                                          | 22.5 (72.5)                                                                                          | 21.5 (70.7)                                                                                          | 28.8 (83.8)                                                                                          |
| Trung bình ngày tối đa °C (°F)                                                                       | 8.4 (47.1)                                                                                           | 9.1 (48.4)                                                                                           | 8.4 (47.1)                                                                                           | 5.6 (42.1)                                                                                           | 2.9 (37.2)                                                                                           | 0.9 (33.6)                                                                                           | 1.2 (34.2)                                                                                           | 1.5 (34.7)                                                                                           | 3.5 (38.3)                                                                                           | 5.4 (41.7)                                                                                           | 6.5 (43.7)                                                                                           | 7.5 (45.5)                                                                                           | 5.1 (41.2)                                                                                           |
| Trung bình ngày °C (°F)                                                                              | 4.6 (40.3)                                                                                           | 5.1 (41.2)                                                                                           | 4.4 (39.9)                                                                                           | 2.3 (36.1)                                                                                           | 0.0 (32.0)                                                                                           | −1.6 (29.1)                                                                                          | −1.5 (29.3)                                                                                          | −1.8 (28.8)                                                                                          | −0.1 (31.8)                                                                                          | 1.6 (34.9)                                                                                           | 2.7 (36.9)                                                                                           | 3.7 (38.7)                                                                                           | 1.6 (34.9)                                                                                           |
| Tối thiểu trung bình ngày °C (°F)                                                                    | 1.4 (34.5)                                                                                           | 1.7 (35.1)                                                                                           | 1.0 (33.8)                                                                                           | −0.8 (30.6)                                                                                          | −3.1 (26.4)                                                                                          | −4.6 (23.7)                                                                                          | −4.7 (23.5)                                                                                          | −4.9 (23.2)                                                                                          | −3.3 (26.1)                                                                                          | −1.8 (28.8)                                                                                          | −0.5 (31.1)                                                                                          | 0.4 (32.7)                                                                                           | −1.6 (29.1)                                                                                          |
| Thấp kỉ lục °C (°F)                                                                                  | −4.1 (24.6)                                                                                          | −3.7 (25.3)                                                                                          | −6.3 (20.7)                                                                                          | −9.8 (14.4)                                                                                          | −11.4 (11.5)                                                                                         | −14.6 (5.7)                                                                                          | −15.2 (4.6)                                                                                          | −19.2 (−2.6)                                                                                         | −18.4 (−1.1)                                                                                         | −11 (12)                                                                                             | −6.4 (20.5)                                                                                          | −5.4 (22.3)                                                                                          | −19.2 (−2.6)                                                                                         |
| Lượng Giáng thủy trung bình mm (inches)                                                              | 92 (3.6)                                                                                             | 114 (4.5)                                                                                            | 136 (5.4)                                                                                            | 139 (5.5)                                                                                            | 137 (5.4)                                                                                            | 135 (5.3)                                                                                            | 149 (5.9)                                                                                            | 149 (5.9)                                                                                            | 92 (3.6)                                                                                             | 80 (3.1)                                                                                             | 93 (3.7)                                                                                             | 88 (3.5)                                                                                             | 1.394 (54.9)                                                                                         |
| Số ngày giáng thủy trung bình (≥ 0.1 mm)                                                             | 12                                                                                                   | 13                                                                                                   | 14                                                                                                   | 14                                                                                                   | 12                                                                                                   | 15                                                                                                   | 15                                                                                                   | 14                                                                                                   | 11                                                                                                   | 12                                                                                                   | 11                                                                                                   | 11                                                                                                   | 154                                                                                                  |
| Độ ẩm tương đối trung bình (%)                                                                       | 72                                                                                                   | 69                                                                                                   | 69                                                                                                   | 70                                                                                                   | 74                                                                                                   | 75                                                                                                   | 74                                                                                                   | 73                                                                                                   | 72                                                                                                   | 70                                                                                                   | 69                                                                                                   | 71                                                                                                   | 72                                                                                                   |
| Số giờ nắng trung bình tháng                                                                         | 152                                                                                                  | 160                                                                                                  | 127                                                                                                  | 66                                                                                                   | 34                                                                                                   | 12                                                                                                   | 22                                                                                                   | 74                                                                                                   | 123                                                                                                  | 171                                                                                                  | 174                                                                                                  | 167                                                                                                  | 1.282                                                                                                |
| Nguồn 1: Globalbioclimatics/Salvador Rivas-Martínez                                                  | | | | | | | | | | | | | |
| Nguồn 2: DMI/Danish Meteorology Institute (sun, humidity, and precipitation days 1931–1960)          | | | | | | | | | | | | | |